# Jesús de Otoro
Jesús de Otoro é uma cidade de Honduras localizada no departamento de Intibucá.